# Al-Hamrat
Al-Hamrat (tiếng Ả Rập: الحمرات) là một ngôi làng ở miền trung Syria, một phần hành chính của Tỉnh Homs. Nó nằm ở một vùng đồng bằng dọc theo rìa phía tây của sa mạc Syria. Các địa phương lân cận bao gồm trung tâm phụ của al-Riqama ở phía bắc, Shayrat ở phía đông bắc, Sadad ở phía nam, Hisyah ở phía tây nam và Jandar ở phía tây bắc. Theo Cục Thống kê Trung ương (CBS), al-Hamrat có dân số 1.624 người trong cuộc điều tra dân số năm 2004. Nó có thuộc địa chăn nuôi Spoonbill duy nhất của Syria.